# Tabler (Oklahoma)
Tabler és una comunitat no-incorporada a l'est del Comtat de Grady, Oklahoma, Estats Units. Està situat a l'extrem oest de la Ruta Estatal d'Oklahoma 39, on es troba amb la U.S. Ruta 62, la U.S. Ruta 277 i la Ruta Estatal d'Oklahoma 9.

## Ciutadans il·lustres
- Shug Fisher, actor, comediant, cantant, compositor, músic